# Bring 'Em Out
Bring 'Em Out från MGM Motion Picture Yours, Mine, and Ours är en 3-låts-EP från det kristna pop/punk-bandet Hawk Nelson. Den släpptes den 20 december 2005. Låtens genre är taggad som pop/punk. Den går endast att köpa på Itunes.

## Låtlista
1. "Bring 'Em Out" (med Drake Bell) - 3:23
2. "Things We Go Through" - 2:31
3. "Bring 'Em Out" (album version) - 3:23

"Things We Go Through" är från Hawk Nelsons första album Letters To The President. "Bring 'Em Out" är från deras andra album Smile, Its The End of the World. Den första låten med Drake Bell medverkande är från filmen Yours, Mine, and Ours där Hawk Nelson spelade på partyt.